# Sebastian Franck
Sebastian Franck (Donauwörth, 20 gennaio 1499 – Basilea, ottobre 1542) è stato un umanista tedesco.
Già prete cattolico, poi pastore protestante e infine vicino all'anabattismo, fu uno dei più importanti scrittori spiritualisti di Germania, antesignano della libertà di pensiero e della tolleranza religiosa.

## Biografia

### Da prete e pastore a spirito libero
Nato a Donauwörth, non si sa nulla della sua famiglia, se non che il padre era tessitore e un suo zio gestiva una locanda a Nördlingen, dove Sebastian fece i primi studi. Il 26 marzo del 1515 entrò nell'Università di Ingolstadt, diplomandosi nelle arti il 15 dicembre 1517 e l'anno dopo passò nel Collegio Bethlehem, gestito dai domenicani di Heidelberg, dove ebbe compagni di studi Martin Bucer, Johann Brenz e Martin Frecht, e vi si laureò, in una data imprecisata, in teologia.
Non si sa quando fu ordinato sacerdote cattolico nella diocesi di Augusta, né quale valutazione egli facesse della guerra dei contadini tedeschi che insanguinò la Germania dal 1524 al 1526. Nel 1526 era primicerius - ossia era tenuto a celebrare la prima messa del mattino in cambio di un beneficio ecclesiastico - a Büchenbach, presso Schwabach, ma quell'anno stesso aderì alla Riforma protestante e nel 1527 fu predicatore evangelico a Gustenfelden, presso Norimberga.

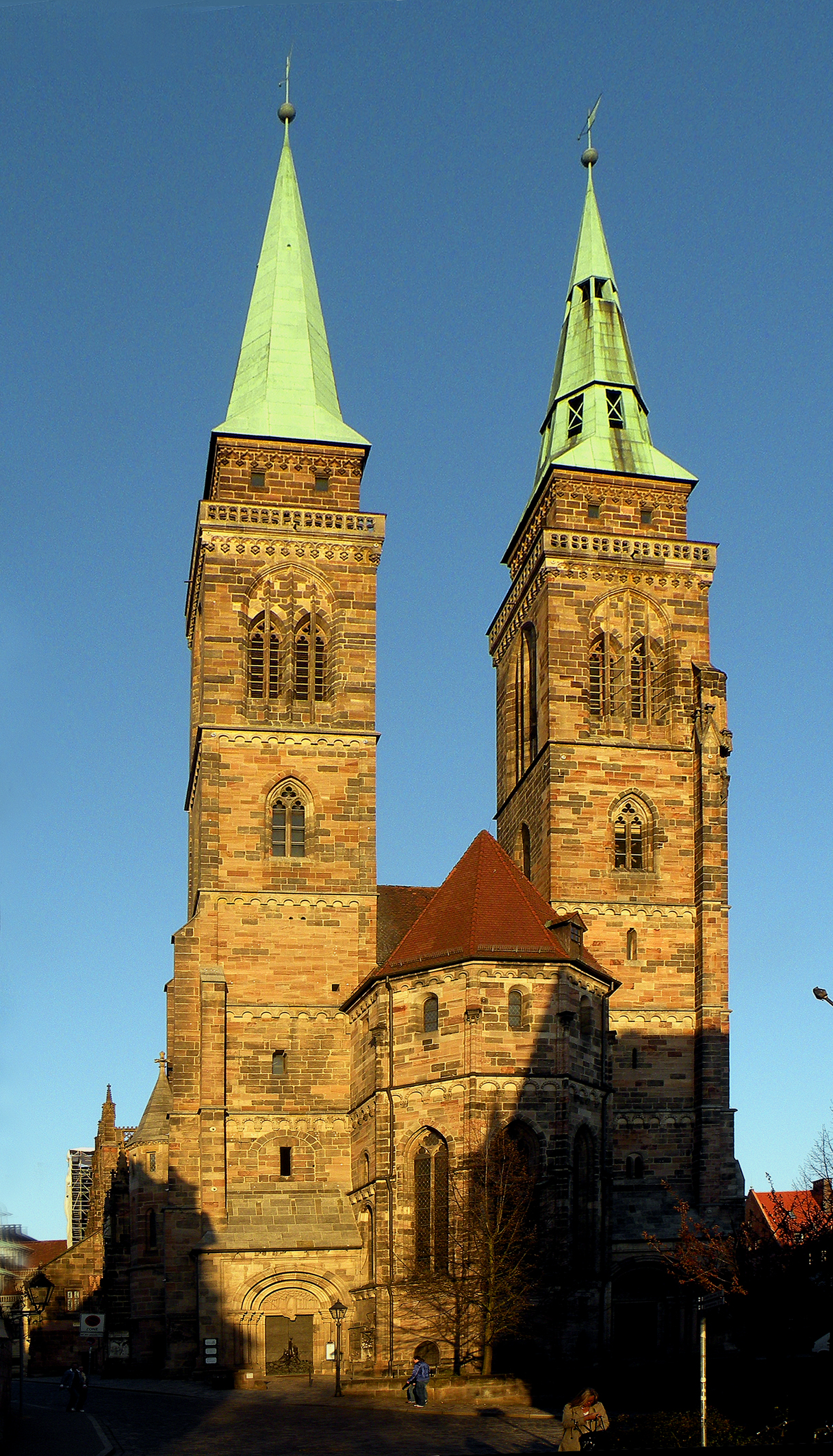
Norimberga: chiesa di St. Sebald

Lasciò presto anche il suo incarico di pastore e i benefici economici di cui aveva potuto godere per trasferirsi a Norimberga a esercitarvi la precaria attività di libero scrittore: il 17 marzo 1528 sposò Ottilie Beheim, una giovane i cui fratelli, Barthel e Hans Sebald, avevano avuto dei problemi a causa delle loro opinioni religiose antitrinitarie. Essi erano due dei tre «empi pittori» - l'altro era Georg Pencz - che avevano manifestato opinioni «sacrileghe», secondo il Consiglio della città, riguardo ai sacramenti del battesimo e dell'eucaristia, coinvolgendo il rettore della scuola di Sankt Sebald, l'anabattista Hans Denck.
Con il Diallage oder Vereinigung der streitigen Sprüch in der Schrift, nel 1528 tradusse in tedesco, premettendo una sua introduzione e apponendovi diverse aggiunte, la  Diallage, hoc est conciliatio locorum Scripturae qui prima facie pugnare videntur di Andreas Althamer, un libro che attaccava l'anabattismo di Hans Denck, definito dall'Althamer un «fanatico».
Di questo periodo è anche lo scritto Von dem gräulichen Laster Trunkenheit (Dell'orribile vizio dell'ubriachezza), dove Franck attaccò le abitudini del clero e degli stessi fedeli: «Non riusciamo a sollevarci dai nostri cuscini, predichiamo in mezzo a stormi di oche e di anatre, senza alcun frutto, perché occorre produrre latte, lana e denaro. Ahimè, non siamo solo pieni di vino, ma pieni dello spirito dell'inganno, dell'errore e dell'ignoranza. I vizi conclamati dovrebbero essere censurati dai predicatori con la parola e con la scomunica, dai principi con la legge e con la spada. Fin quando non si eserciti la scomunica, io non so dire nulla di un Vangelo o di una chiesa spirituale».
Nel 1529 tradusse in tedesco la Supplication for the Beggars, un violento pamphlet del protestante inglese Simon Fish contro la corruzione della Chiesa cattolica, che era stato stampato in febbraio ad Anversa.

#### La «Chronika und Beschreibung der Türkei»
Nel 1530 Franck pubblicò la Chronika und Beschreibung der Türkei aus der Hand eines 22 Jahre in türkischer Gefangenschaft gewesenen Siebenbürgers (Cronaca e descrizione della Turchia per mano di un Transilvano prigioniero dei Turchi per 22 anni) è la rielaborazione in tedesco del Tractatus de moribus, condicionibus et nequitia Turcorum, stampato nel 1480, del domenicano Georg von Ungarn. Franck aggiunse sue considerazioni sulle condizioni del mondo cristiano, che nella Chronica, confrontato con quello musulmano, appariva in condizioni peggiori.
Sotto l'aspetto della religione, già diviso in una dozzina di sette, ve ne sono comparse altre tre nuove, quella luterana, la zwingliana e l'anabattista: ma ora finalmente - ritiene Franck - ne sta apparendo una quarta, che «spazzerà via le cerimonie esteriori, i sacramenti, le preghiere d'ascolto, le prediche, le scomuniche e i ministri, per stabilire un'unica chiesa invisibile di cui faranno parte tutti coloro che lo Spirito avrà raccolto da ogni nazione, retta senza mezzi esteriori dall'eterna e invisibile parola di Dio, come lo era la chiesa apostolica, prima di essere devastata dal grande abominio, dopo la morte degli apostoli».

### A Strasburgo
Nell'autunno di quell'anno Franck si trasferì con la famiglia a Strasburgo, città in gran parte riformata e relativamente tollerante, dove erano numerosi gli anabattisti e gli spiriti liberi che vi emigravano per sfuggire le persecuzioni cui erano soggetti in gran parte della Germania. In questa città avevano vissuto due secoli prima Meister Eckhart e Johannes Tauler, due autori spirituali ed eterodossi molto cari a Franck.
A Strasburgo conobbe importanti pensatori, come Caspar Schwenckfeld, Hans Bünderlin, Melchior Hoffman e l'antitrinitario Miguel Servet. Il grande spiritualista Schwenckfeld era giunto a Strasburgo pochi mesi prima di Franck e aveva trovato ospitalità in casa di Wolfgang Köpfel, senza accettare tuttavia di entrare a far parte attivamente di una chiesa riformata: sosteneva infatti di essere «una stessa cosa con tutte le chiese in quanto prego per loro, in quanto non ne disprezzo nessuna, perché so che Cristo il Signore ha i suoi ovunque [...] non posso essere una cosa sola né con il papa né con Lutero, perché essi condannano me e la mia fede, cioè essi odiano il mio Cristo interiore. Avere il Cristo reale secondo lo Spirito è molto importante. Cristo non condanna se stesso, egli non perseguita se stesso».
Hans Bünderlin, amico di Denck, aveva pubblicato proprio allora a Strasburgo i suoi scritti: per lui, è importante la «parola» interiore piuttosto che quella esteriore, così come il culto, la devozione, deve essere spirituale e non esteriore, e la redenzione consiste nell'essere discepoli di Cristo e non di una qualche confessione.

#### La lettera al Campanus
Franck non conobbe personalmente un altro riformatore radicale, Johannes Campanus, che non viveva a Strasburgo ma del quale Franck lesse e apprezzò per altro il Contra totum post apostolos mundus, nella quale il Campanus formula la tesi che l'unica vera chiesa cristiana sia stata quella degli apostoli, i discepoli diretti di Gesù, e formula l'auspicio che si arrivi finalmente alla «restituzione della verità evangelica».
Al Campanus Franck scrisse una lunga lettera il 4 febbraio 1531. In essa, elogiato il Bünderlin quale «uomo dotto e meravigliosamente pio, morto al mondo», e dichiarandosi d'accordo con la tesi del Campanus secondo la quale non esiste più una vera chiesa cristiana dopo la scomparsa degli apostoli, Franck chiarisce la propria teoria, esposta nella Chronika und Beschreibung der Türkei, della quarta setta che deve sorgere prossimamente. «La chiesa esteriore, inclusi tutti i suoi doni e sacramenti, a motivo dell'irruzione e della devastazione dell'Anticristo, appena dopo la morte degli apostoli è salita in cielo e giace nascosta nello spirito e nella verità», e oggi «lo Spirito soltanto battezza con il fuoco e con lo spirito tutti i fedeli e tutti coloro che sono ubbidienti alla Parola interiore».
Ogni riforma della chiesa è impossibile: «tutte le cose esteriori e le cerimonie che erano proprie della chiesa degli apostoli sono cessate per sempre e non devono essere restituite». Del resto, «Dio non fa distinzioni tra gli uomini, ma è Dio tanto dei Greci quanto dei Turchi e dei barbari, dei signori e dei servi, a condizione che conservino la luce che è stata loro impressa e che dona ai loro cuori un lume eterno». Pertanto, occorre aspettare il ritorno di Cristo, «perché la chiesa resterà dispersa tra i pagani sino alla fine del mondo. Infatti, soltanto l'avvento di Cristo alla fine distruggerà e toglierà di mezzo l'Anticristo e la sua chiesa».

#### La «Chronica, Zeytbuch und Geschychtbibel»
L'importante Chronica, Zeytbuch und Geschychtbibel (Cronaca, cronologia e Bibbia storica), fu scritta e pubblicata da Franck a Strasburgo il 3 settembre del 1531. È una sorta di storia universale, tratta in buona parte dalla Cronaca di Norimberga di Hartmann Schedel del 1493, divisa in tre parti: nella prima sezione Franck tratta della storia dell'umanità dalla creazione alla venuta di Cristo, nella seconda, della storia da Cristo fino ai suoi tempi, e nella terza si occupa della storia del papato dall'apostolo Pietro a Clemente VII, dando un particolare risalto alle vicende delle eresie. Egli stesso si pone tra gli «eretici», al pari di Wycliff, Hus, Erasmo, dei vari riformatori protestanti e degli anabattisti, affermando di preferire «il destino di un eretico condannato dai papi, piuttosto che quello di un santo che figura nel calendario papista», poiché la chiesa ha sempre perseguitato e oscurato la verità con il prestesto che si trattasse di un'eresia.
Infatti, nessun senso hanno le dispute teologiche fin qui avute nella storia, dal momento che la rivelazione non è stata data una volta per tutte, ma si dà in un perenne sviluppo storico - di qui il titolo di Geschichtbibel, Bibbia della storia - che è compito della ragione cogliere: «siamo già al concetto lessinghiano dell'educazione - progressiva - del genere umano».
Come contesta il potere temporale del papato, così Franck rifiuta l'idea di uno «stato cristiano», che gli appare una struttura organizzata per la violenza e la repressione delle libertà dei cittadini, incompatibile con il messaggio evangelico e con il diritto di ciascuno di professare qualunque idea politica e religiosa. Gli stessi simboli dell'Impero e del potere regale - l'aquila e il leone - sono espressione di rapacità e di violenza. Franck non risparmia critiche allo stesso Carlo V, «il primo degli schiavi del papa» e a Massimiliano I, «sotto il quale furono importati il mal francese e i lanzichenecchi, i quali sostituirono - si può immaginare come - i frati questuanti».
Tranne che dagli anabattisti - ai quali del resto non risparmiava critiche, come l'interpretazione letterale delle Scritture - il libro fu esecrato dalle autorità civili, religiose e da quanti erano o si sentivano parte di una chiesa organizzata, cui invece Franck negava autorità. Persino Erasmo protestò presso il Consiglio della città e Franck fu arrestato, mentre le copie del suo libro venivano sequestrate e proibite. Dopo qualche giorno di detenzione, il 30 dicembre 1531 Franck venne espulso da Strasburgo.

### A Ulm: i «Paradoxa»

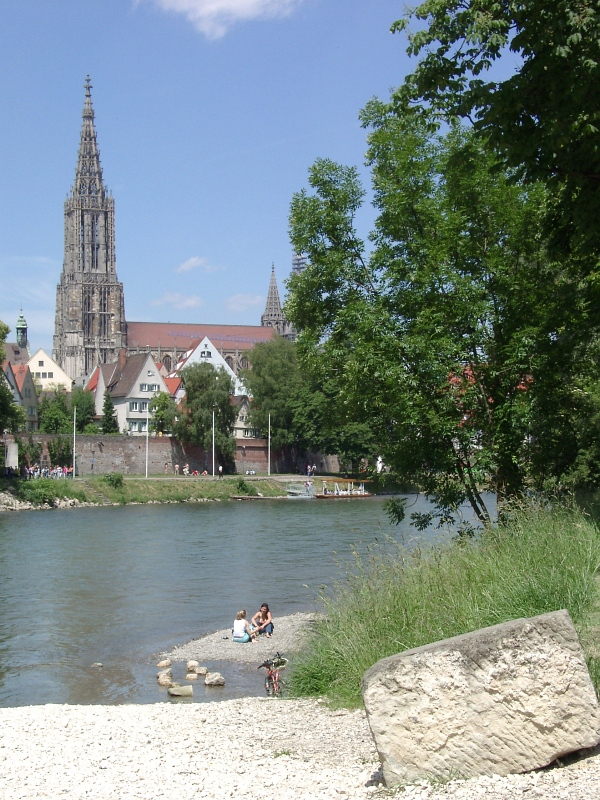
Il Danubio a Ulm

Franck, con la moglie e i due figli, si stabilì allora a Esslingen e poi a Geislingen, mantenendosi fabbricando sapone che Franck andava a vendere al mercato di Ulm, dove nel 1534 andarono ad abitare, prendendovi la cittadinanza. A Ulm riprese a scrivere: il suo Weltbuch. Spiegel und bildnis des ganzens erdbodens (Atlante. Specchio e immagine della terra) è un libro di geografia, il primo pubblicato in tedesco. Seguirono i Vier Krönbüchlein (Quattro libretti coronati), che comprendono le traduzioni dell'Elogio della follia di Erasmo e della De incertitudine et vanitate omnium sientiarum et artium di Agrippa, e due sue operette, il Von dem Baum des Wißens Guotz und böß (Dell'albero della scienza del bene e del male) e l'Encomion. Ein Lob des Thorechten Goetlichten Worts (Encomion. Una lode della folle parola di Dio).
I Vier Krönbüchlein sono un'anticipazione dei duecentottanta Paradossi, che uscirono anch'essi alla fine del 1534. I Paradoxa ducenta octoginta, das ist Zweyhundert und achtzig Wunderreden rappresentano l'esposizione della teologia di Franck nella forma del paradosso perché è la stessa Scrittura, secondo Franck, a essere paradossale, ponendosi, come essa fa, in conflitto con le opinioni prevalenti nel mondo: «ho intitolato Paradoxa questa mia filosofia e ho reso in volgare con Wanderrede la parola greca paradoxon, dato che la teologia, il vero senso della Scrittura (che, sola, è la parola di Dio), non è altro che un eterno paradosso, certo e vero contro ogni vanità, apparenza, credenza e opinione del mondo intero».
Cristo stesso ha detto di parlare con parabole, usando un linguaggio allegorico, in modo che il suo messaggio sia compreso solo alla sua scuola: la Scrittura è perciò «eterna allegoria, paradosso, enigma, libro chiuso, lettera che uccide, gergo incomprensibile per tutti gli empi, ma linguaggio specifico dei figli di Dio». Pertanto niente è più contrario al senso della Scrittura stessa, qualora essa venga intesa alla lettera: «i farisei hanno messo a morte Cristo con la lettera (nella quale si situavano pienamente), giacché egli insegnava e viveva contro la lettera (ma non contro il senso) della Scrittura».
In questo senso si può dire che la Scrittura, presa alla lettera, uccide: «quelli che predicano la Scrittura secondo il senso e l'essenza della lettera non sono altro che servi di Mosè e della lettera, che predicano la morte. Invece lo spirito vivifica [...]. la Scrittura uccide, perché essa non viene mai correttamente intesa senza lo spirito. Lo spirito la rende viva e la spiega».
Le varie confessioni cristiane sono nate e cresciute storicamente su diverse interpretazioni della lettera della Scrittura, sono sette «legate al tempo, al luogo, alla persona, alla legge e a un fattore determinato. Solo il libero cristianesimo, non parziale, non settario, non legato a cosa alcuna, bensì libero nello spirito, si fonda sulla parola di Dio e sulla fede, che non può essere raffigurata e vista con gli occhi». E Franck dichiara di non voler appartenere ad alcuna, perché «ciascuno può essere giusto da solo, dove si trova, e non deve correre di qui o di là per cercare una particolare setta, chiesa, battesimo, guardare a un gruppo, né aderirvi per far piacere, simulando di essere religioso e pronto al servizio».
Come Franck non intende appartenere ad alcuna confessione, nemmeno vuole aderire o costituirne una nuova, «perché so che Cristo non inizia ogni giorno qualcosa di nuovo», e perché la Chiesa non è un gruppo particolare ma è «il corpo spirituale, invisibile, di tutte le membra di Cristo, [...] non riunito in una città o in un qualche luogo». A questa Chiesa «anelo nel mio spirito, mentre essa è dispersa tra i pagani e in mezzo alla gramigna, e credo a questa comunione di santi. Certo non posso mostrarla, ma sono sicuro di stare nella Chiesa, ovunque io sia, e perciò non la vado cercando qui o là».
Nello spirito del paradosso, poiché il mondo è folle, occorre dire, pensare e fare il contrario di quel che il mondo dice, pensa e fa, in modo da essere nel giusto e avere il vangelo e la parola di Dio, perché «la verità sta solo in paradossi», così come «la giustizia sta nel profondo» e come «la natura ha sepolto ciò che è prezioso, ponendo all'aperto ciò che ha minor valore». La conoscenza della «verità senza apparenza» è impresa faticosa ed è esperienza personale: «Chi vuol sapere cosa ci sia in un tempio, non può restarne fuori, soltanto leggendone o sentendone parlare. Tutto ciò è infatti cosa morta: egli deve invece andare dentro, visitare e avere esperienza propria. Allora soltanto tutto è vivo. Credere nella Scrittura significa proprio questo vedere e sperimentare nello spirito».

#### La teologia di Sebastian Franck

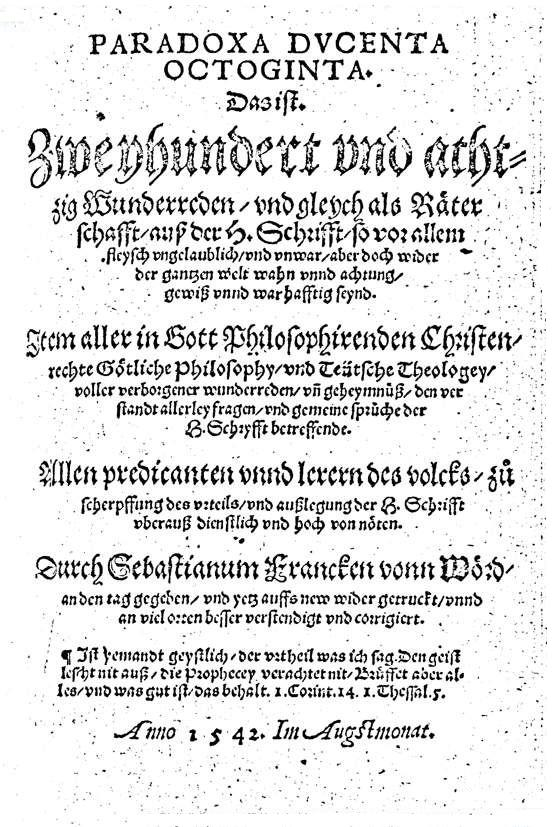
Paradoxa, Basilea 1542

Se pure Franck non fu un teologo o un filosofo sistematico, nei suoi scritti - e nei Paradossi in particolare - si possono enucleare i principi fondamentali del suo pensiero. Il primo di essi consiste nella necessità, per l'essere umano, di fare il vuoto all'interno della propria anima, rinunciando al mondo, ossia ai contenuti «di ogni sapere, di ogni immagine, di ogni approvazione altrui e anche di se stesso, ritenendosi nulla», secondo l'insegnamento di Eckhart e Tauler, che Franck cita espressamente.
In questo spazio vuoto dell'anima scende la parola di Dio che «è vento e spirito, il cui soffio si sente nell'anima distaccata e quieta». In questo possesso dell'anima da parte di Dio, l'uomo si trasforma da uomo secondo la carne in uomo secondo lo spirito, da uomo secondo il mondo in uomo interiore, distaccato dal mondo. L'intervento divino nell'anima umana avviene senza mediazioni: «Se Dio dovesse operare la sua grazia tramite le creature, l'uomo non sarebbe mai beato [...] e Dio non sarebbe la suprema beatitudine e l'ultimo fine di ogni cosa, come è invece sua natura e sua volontà [...] Dio deve stare nel tuo fondo con la sua essenza semplice, senza la mediazione di qualsivoglia immagine».
L'uomo che ha rinunciato alla propria volontà è pieno dello spirito di Dio, ma nello stesso tempo lo spirito di Dio è «una libera forza che si effonde; come noi ci offriamo, così è per noi e così lo abbiamo». Da ciò consegue che «Dio ha bisogno di ciascuno con la sua volontà, secondo la sua volontà e per la sua volontà [...] il libero Dio non agisce con violenza senza di noi e contro di noi, bensì in noi e con noi».
In un uomo siffatto, «Dio non può essere, volere e operare in noi altro che quello che noi siamo, vogliamo e operiamo (giacché egli non vuole farci violenza e tirarci in cielo per i capelli). Così Dio diviene in noi ciò che noi siamo, vuole in noi come noi vogliamo, opera in noi come noi ci offriamo per strumenti», e allora la nostra volonta è tanto libera che prigioniera, e ogni nostro arbitrio è insieme libero e servo. Franck risolve così l'antinomia tra libertà e necessità: «nella volontà avviene sempre, insieme, ciò che vuole Dio e ciò che vuole l'uomo».
L'uomo che ha in sé lo spirito di Dio, che si è rinnovato avendo l'esperienza del Cristo interiore, «non può tollerare che qualcuno gli prescriva leggi, dottrine, regole e ordinamenti, che interpreti la Scrittura», perché il vangelo «non è un libro, una Scrittura, una legge, un ordinamento, bensì il patto dello Spirito santo, di una buona coscienza, con Dio», e il compito dello Spirito santo è quello di «togliere di mezzo tutte le leggi e i libri, trasferendo il loro contenuto e iscrivendolo liberamente nel cuore». Un cristianesimo inteso come regola, legge e ordinamento «cessa subito di essere cristianesimo», perché dove c'è lo Spirito deve esserci libertà e «Mosè deve tacere, ogni legge andarsene e nessuno deve essere così audace da prescrivere allo Spirito santo leggi, regole, ordinamenti, fini e misure».
Una religione fatta di regole è necessariamente intollerante e ipocrita: «se si usa la forza in materia di fede, se si racchiude in un ordinamento il libero cristianesimo - volendo insegnare allo Spirito santo, portarlo a scuola e prescrivergli leggi - se si convocano concilii che decidano come, cosa, quando e perché fare o non fare questo e quello, allora la Chiesa si riempie di ipocriti per questa costrizione e queste leggi, e per il cristianesimo è finita».

### L'espulsione da Ulm

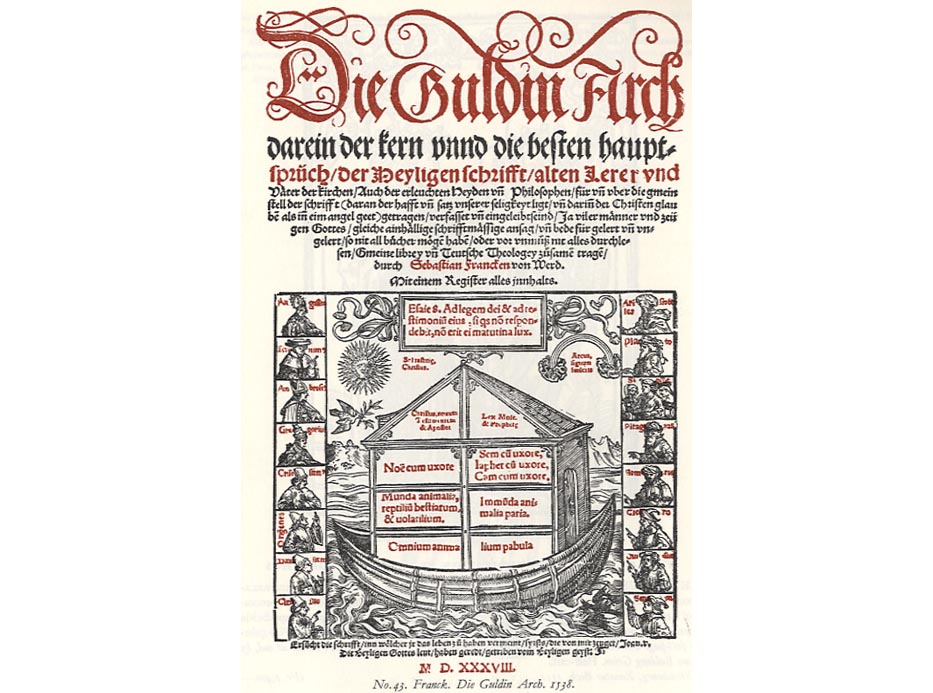
Die Guldin Arch, Augusta, 1538

Il libro provocò scandalo. Il pastore della città, Martin Frecht, già suo compagno di studi a Heidelberg, fu il primo ad attaccarlo, accusandolo di essere un anabattista e un sovversivo. Seguirà anni dopo, nel 1540, la condanna ufficiale dei teologi protestanti riuniti a Smalcalda, Filippo Melantone, Johannes Bugenhagen e Martin Bucer, successivamente quella di Lutero, che accostò Franck a Müntzer, e poi ancora la sua messa all'Indice.
In compenso, i Paradossi si diffusero in Olanda, dove furono stampati più volte e vennero apprezzati da Jakob Böhme, da Angelus Silesius e da Valentin Weigel. Molto probabilmente furono conosciuti da Spinoza, dal momento che la sua concezione di Dio come sostanza e necessità pare derivare da Franck. L'influenza dei Paradossi si avverte particolarmente nel pietista Gottfried Arnold, dal quale il pensiero religioso di Franck sarebbe giunto a Kant.
Le autorità di Ulm minacciarono di espellerlo il 3 marzo 1535, ma egli protestò, dimostrando l'illegalità del provvedimento che sarebbe stato emesso contro un pacifico cittadino. La minaccia fu revocata in cambio della sua promessa di non scrivere nulla che potesse turbare la coscienza religiosa della comunità. Franck, che aveva acquisito una sua propria tipografia, ritenne conveniente pubblicare altrove i suoi nuovi scritti: nel 1538 apparvero ad Augusta la sua Die Guldin Arch (L'arca d'oro) e a Francoforte il Germaniae Chronicon. Ma il contenuto della Guldin Arch fu conosciuto anche a Ulm: avendo rilevato che in essa si criticavano i teologi che litigavano sui sacramenti, inutili a un vero cristiano, l'8 gennaio del 1539 le autorità lo espulsero da Ulm.

### Gli ultimi anni a Basilea
Il 10 gennaio 1539 Franck, con la moglie e i cinque figli, giungeva a Basilea: qui non verrà perseguitato. S'impiegò nella tipografia dell'editore Nikolaus Brilinger e vi pubblicò i suoi ultimi libri: quell'anno uscirono il Das verbüthschiert mit siben Sigeln verschlossen Buch (Il libro sigillato con sette sigilli) e il Kriegbüchlein des friedes (Il libretto di guerra della pace). Per quest'ultimo utilizzò lo pseudonimo di Friedrich Wernstreyt - nome e cognome che si possono tradurre in «Pacifista» - denunciando guerra e violenza come incompatibili con lo spirito cristiano, pur ammettendone l'uso per guadagnare la propria libertà e contro ogni sopraffazione.
La moglie Ottilie morì nel 1540. Nel 1541 pubblicò gli Sprichwörter (Proverbi), un'interessante raccolta di 663 proverbi tedeschi da lui interpretati e commentati, e stampò la seconda edizione dei suoi Paradossi nell'agosto del 1542. Due mesi dopo moriva questa «nobile figura di uomo isolato, perduto, estraneo alla lotta dei partiti, la cui sola ambizione era di restare imparziale come il suo Dio e che certamente era riuscito a esserlo, uno dei primi apostoli della tolleranza religiosa e della libertà di spirito».

## Opere

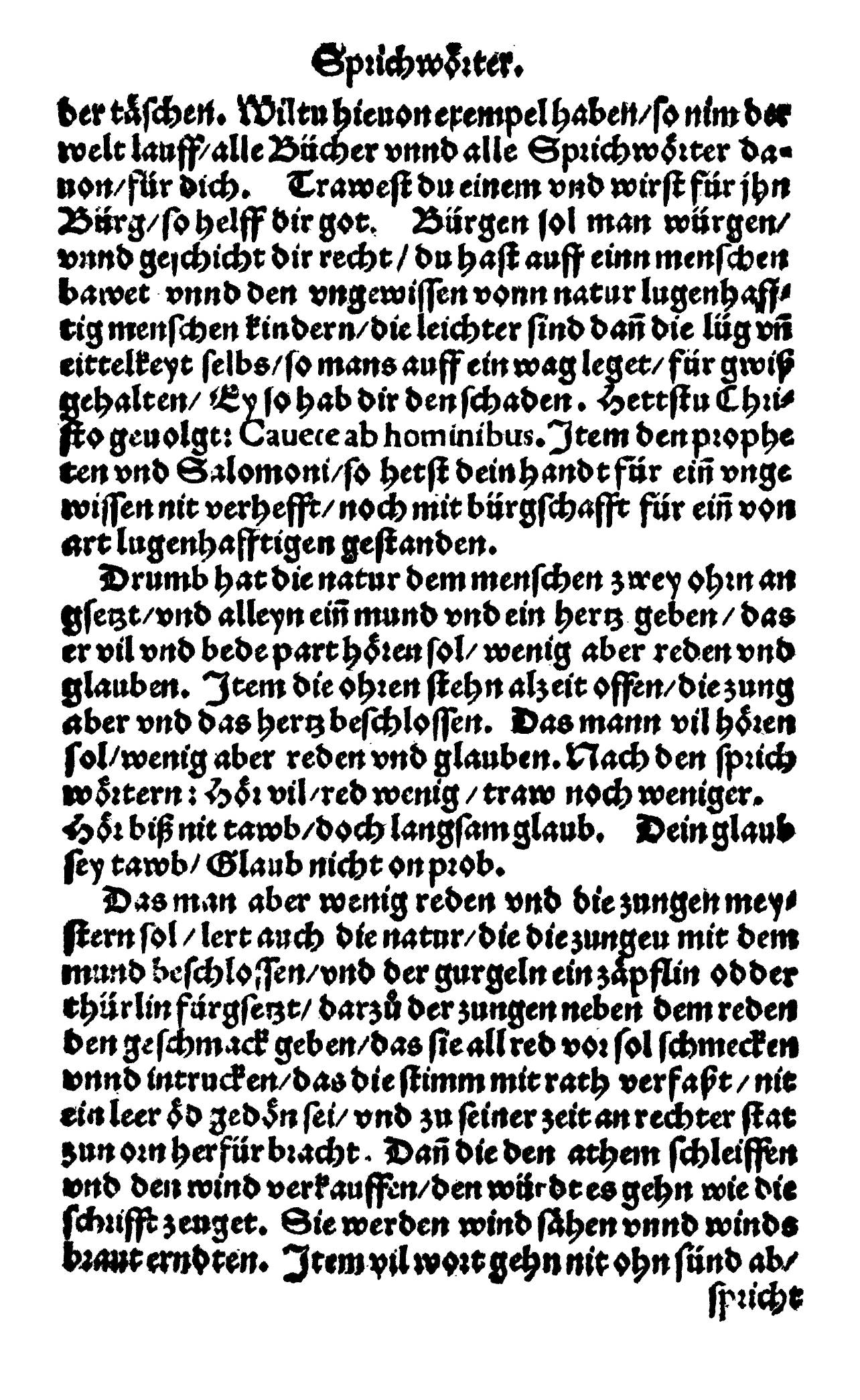
Sprichwörter, schöne, weise, herrliche Klugreden, 1541.

- Diallage oder Vereinigung der streitigen Sprüch in der Schrift, 1528
- Von dem gräulichen Laster der Trunkenheit, 1528
- Chronika und Beschreibung der Türkei aus der Hand eines 22 Jahre in türkischer Gefangenschaft gewesenen Siebenbürgers, 1530
- Chronica, Zeytbuch und Geschychtbibel, 1531
- Weltbuch. Spiegel und bildnis des ganzens erdbodens, 1534
- Von dem Baum des Wißens Guotz und böß, 1534
- Encomion: Ein Lob des Thorechten Goetlichten Worts, 1534
- Paradoxa ducenta octoginta, das ist Zweyhundert und achtzig Wunderreden, 1534
- Die Guldin Arch, 1538
- Germaniae Chronicon, 1538
- Das verbüthschiert mit siben Sigeln verschlossen Buch, 1539
- Kriegbüchlein des friedes, 1539
- Sprichwörter, 1541

### Edizioni
- Sämtliche Werke, a cura di H. G. Roloff, Bern, Stuttgart-Bad Cannstatt, Berliner Ausgaben 1991 (16 volumi in corso di pubblicazione)
- Paradossi, a cura di M. Vannini, Brescia, Morcelliana 2009